# Gaetano Tumiati
Gaetano Tumiati (Ferrara, 6 maggio 1918 – Milano, 28 ottobre 2012) è stato un giornalista, scrittore e critico letterario italiano.

## Biografia
Nato in una distinta famiglia della borghesia ferrarese (il padre Leopoldo era avvocato ed accademico, lo zio Gualtiero affermato attore teatrale, cinematografico e regista; un altro zio, Domenico, scrittore e drammaturgo, infine il più giovane zio, Corrado era medico psichiatra, poi scrittore, poeta e giornalista), primo di quattro figli, studiò dapprima presso i padri barnabiti per poi iscriversi alla facoltà di giurisprudenza, aderendo al GUF e conseguendo la laurea con lode.
Arruolatosi volontario allo scoppio della Seconda guerra mondiale, conseguì il grado di sottotenente di cavalleria alla Scuola cavalleria di Pinerolo, quindi, avendo richiesto di essere assegnato a un reparto di prima linea, fu inviato in Libia, dove comandò un plotone di autoblindo esploranti. Partecipò all'occupazione dell'oasi di Siwa ed a tutti i successivi combattimenti, fino alla resa delle forze italo-tedesche del maggio 1943. Preso quindi prigioniero, fu trasportato negli Stati Uniti, dove fu internato in un campo di prigionia ad Hereford. 
Durante la prigionia strinse un forte legame con Giuseppe Berto e Dante Troisi, conobbe Alberto Burri, legandosi con il pittore Ervardo Fioravanti che frequentò a Ferrara nel dopoguerra. Le memorie della prigionia americana furono oggetto in seguito del diario Prigionieri nel Texas, edito nel 1985.
Anche il fratello minore Francesco, partì volontario per la guerra. Rientrato dalla Libia, aderì dopo l'8 settembre 1943 alla Resistenza, ma fu catturato dai nazifascisti e fucilato, a Cantiano, nelle Marche, il 17 maggio 1944. 
Rimpatriato nel 1946, intraprese un'intensa carriera giornalistica. Lavorò due anni al «Corriere del Po» (1946-48) di Ferrara; successivamente passò all'«Avanti!» per il quale fece l'inviato in Cina ed in Corea del Nord. Assunse quindi l'incarico di redattore capo, con le funzioni di direttore, dell'«Illustrazione italiana» (1955-1962) e fu inviato speciale per «La Stampa». Ricoprì in seguito l'incarico di vicedirettore di «Panorama» negli anni in cui il settimanale fu guidato da Lamberto Sechi e collaborò con «Il Secolo XIX» di Genova.
Nel 1976 si aggiudicò il Premio Campiello con il romanzo Il busto di gesso.
Morì a 94 anni nella sua casa di Milano il 28 ottobre 2012.
La sorella Roseda Tumiati (1922 - 2005), insegnante, fu autrice di La pace del mondo gelatina. Una giovinezza nel fascismo, dedicato al fratello Francesco. Vincitore del Premio Bancarellino, il romanzo fu pubblicato con prefazione di Giorgio Bassani nel 1984. Suoi articoli apparvero su importanti riviste, quali «Paragone» o «Nuova Antologia».

## Pubblicazioni
- Buongiorno Cina, edizioni Avanti!, Roma, 1954.
- Un avvenire nell'industria grafica, ENIPG, Roma, 1964.
- Il busto di gesso, Mursia, Milano, 1976, (Premio Campiello).
- Prigionieri nel Texas, Mursia, Milano, 1985, ISBN 978-88-425-2369-7.
- Questione di statura, Arnoldo Mondadori Editore, Milano, 1989, ISBN 978-88-04-32913-8.
- Morire per vivere. Vita e lettere di Francesco Tumiati medaglia d'oro della Resistenza, Corbo Editore, Ferrara, 1997, ISBN 978-88-85325-42-5.
- I due collegiali, Marsilio, Venezia, 1999, ISBN 978-88-317-7165-8.